# Richard Toll
Richard Toll is een gemeente (commune) in het uiterste noorden van Senegal. De plaats ligt in het departement Dagana in de regio Saint-Louis, dicht bij de grens met Mauritanië. De gemeente heeft een oppervlakte van 11,62 km² en telde 73.147 inwoners in 2023.
Oorspronkelijk was het een koloniale stad die door gouverneur baron Roger is vernoemd naar de Franse botanicus Jean Michel Claude Richard. Deze heeft in opdracht van baron Roger op deze locatie een plantentuin aangelegd. Het woord Toll betekend "tuin" in het Wolof.
Richard Toll ligt in het noorden van de regio Saint-Louis. De stad is gelegen aan de linker zuidelijke oever van de naar het westen meanderende rivier de Sénégal, die hier de grens vormt met Mauritanië. Voor de bouw van de Diama-dam was de invloed van de getijden buiten Richard Toll merkbaar door de regelmatige stijging en daling van het waterpeil in de rivier. Het 16 kilometer lange kanaal die loopt van het Guiersmeer naar de Sénégal eindigt in het stadsgebied. Langs de rivier en tussen de rivier en het Guiersmeer liggen ten westen en oosten van de stad uitgestrekte gebieden die intensief worden gebruikt voor landbouw met behulp van kunstmatige irrigatie.